# Esfactéria

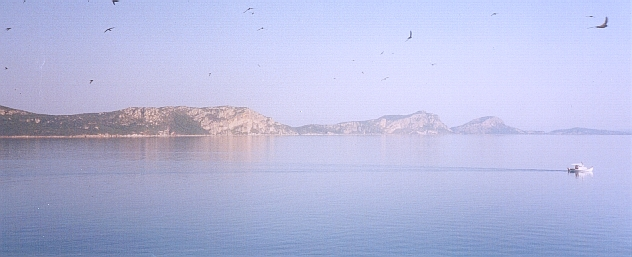
Esfacteria desde Pilos.

Esfactéria (em grego: Σφακτηρία, Sphakteria) ou Esfagia (Sphagía), nome pelo qual também era conhecida na Antiguidade, é uma pequena, estreita e alongada ilha do mar Jônico, diante da baía de Navarino, perto da costa de Messênia, frente ao porto de Pilos.
É célebre pelo sítio que ali sustiveram 420 espartanos contra os atenienses mandados por Cleón, ao que se renderam em 425 a.C.. Atualmente é chamada Sfagia ou Prodona.